# Gérygone à queue blanche
Gerygone fusca
Espèce
Statut de conservation UICN

 LC  : Préoccupation mineure
La Gérygone à queue blanche (Gerygone fusca) est une espèce de passereaux de la famille des Acanthizidae.

## Distribution
Elle est endémique en Australie.

## Habitat
Elle habite les forêts tempérées et les forêts humides en plaine subtropicales et tropicales

## Sous-espèces
D'après Alan P. Peterson, il en existe trois sous-espèces :
- Gerygone fusca fusca (Gould, 1838) — Sud-Ouest de l'Australie
- Gerygone fusca exsul Mathews 1912 — est de l'Australie
- Gerygone fusca mungi Mathews, 1912 — répandu